# Chiugiana
Chiugiana è una frazione del comune di Corciano in provincia di Perugia.
L'insediamento di Chiugiana è situato a metà di Monte Malbe (284 m s.l.m.); dalla piazza del paese si dischiude un ampio panorama che abbraccia il territorio di Corciano e di Perugia.
Nelle pertinenze della frazione, in pianura, sorge il paese di Ellera, moderno e popoloso centro che costituisce il cuore pulsante delle attività economiche locali. In totale, il conglomerato Ellera-Chiugiana conta 10 604 abitanti, secondo i dati del censimento Istat 2011.

## Storia
Il paese viene citato in un documento del 1257 come Villa di Chiugiana, nata nelle vicinanze di una villa fortificata di epoca romana. Nel Medioevo, fu feudo degli Sciri di Perugia.
Inoltre è un centro in continua espansione con centri commerciali e attività commerciali sempre in nuova costruzione.

## Economia
La zona di Ellera costituisce un vero e proprio volano per lo sviluppo economico della frazione e dell'intero comune. Attraversata dal raccordo autostradale Perugia-Bettolle, ospita aziende meccaniche (Tatry-DeWalt, Samer) e tessili, un grande cinema multisala (The Space Cinemas) e diverse attività commerciali di notevoli dimensioni (Gherlinda e Quasar).
Sede di varie attività commerciali ed industriali, ha subito negli ultimi 40 anni un notevole sviluppo demografico in considerazione del fatto che, pur trovandosi nel comune di Corciano, è molto vicina a Perugia, al cui hinterland ormai appartiene di fatto.
Durante l'ultima settimana di giugno vi si tiene la sagra denominata Chiugiana ti aspetta.

## Monumenti e luoghi d'arte
- Mura di cinta e torrione del fortilizio;
- Chiesa parrocchiale (1869), con decorazioni in terracotta, progettata dall'architetto Amerigo Calderoni.

## Sport

### Impianti sportivi
- Palazzetto dello sport
- Tennis Chiugiana
- Campo sportivo A.S.D Ellera Calcio